# Тюкалов, Евгений Евгеньевич
Евге́ний Евге́ньевич Тюка́лов (7 августа 1992, Пермь, Россия) — российский футболист, нападающий.

## Карьера
С 2008 года выступал за молодёжную команду пермского «Амкара». В 2011 году Рашид Рахимов стал привлекать нападающего к тренировкам с основным составом. 25 сентября Тюкалов дебютировал за основной состав в матче с «Ростовом». Первый гол в премьер-лиге забил 6 ноября 2011 года в матче с нальчикским «Спартаком».
В июле 2015 года на правах свободного агента перешёл в португальскую команду «Униан Лейрия». 
Весной 2016 года выступал за эстонский «Инфонет», по итогам сезона команда стала чемпионом страны. Вторую половину 2016 года провёл в болгарской команде высшего дивизиона «Славия» София — три игры. 
Весной 2017 года играл за московский «Арарат» в первенстве III дивизиона.
Сезон 2017/18 провёл в «КАМАЗе».
Летом 2018 года перешёл в пермскую «Звезду». Через три года вернулся в «Амкар», где был назначен капитаном команды.